# 糸井 (苫小牧市)
字糸井（いとい）は、北海道苫小牧市の字。住居表示未実施。

## 地理
苫小牧市の西部に位置する。住居表示を実施し分離した地域（後述）があるため、海側と山側で飛び地となっている。
東は字高丘、字丸山、西は字錦岡などと接している。

## 歴史
糸井は漁業の出稼ぎ場として開かれ、安政末期から小さいながらも宿場、鍛冶屋、寺などがあり一つの集落を形成していた。現在の三星の工場あたりが部落発祥の地と思われる。
明治末期には漁業、農業、牧畜の定住があり、1917年（大正6年）6月1日、国鉄室蘭線の小糸魚信号場が設置された。国有未開地処分法による無償貸付けや、造田事業などによる入植があり、1955年（昭和30年）には人口が111戸、618人となった。

### ニュータウンの形成
戦後、苫小牧港開港により発展し、1960年（昭和35年）に16戸の福祉住宅が建設されたのにはじまり、1974年（昭和49年）度末には公営住宅が建設された。1968年（昭和43年）度から5ヵ年計画で118万㎡のニュータウンの建設に着手し、1969年（昭和44年）度からは一般住宅地の分譲が開始。一般不動産業の土地造成も続き、日軽金、苫小牧ケミカル、日東肥料、北日本倉庫、北海土建、苫小牧海運などの住宅街も形成された。滑降、幼稚園、保育所、郵便局などの公共施設やスーパーマーケット、商店の進出もあり、ニュータウンに変貌した。

### 区画整理・住居表示による分離
1976年（昭和51年）9月1日、有明町、小糸井町、永福町、日吉町、光洋町が区画整理により分離。1979年（昭和54年）11月1日、桜木町、しらかば町、日新町、豊川町が分離。（昭和60年）9月1日、川沿町、柏木町が分離。1990年（平成2年）10月1日、有珠の沢町が分離。1995年（平成7年）11月1日、宮の森町、はまなす町が分離した。

### 地名の由来
糸井は元々小糸魚（）と呼ばれ、アイヌ語で「コイトゥイェ」（浪・くずす・ところ）という意味で、海岸で土地が低く、時化の度に侵食され、土地が削られたことに由来するもの。1944年（昭和19年）糸井に改称した。

## 世帯数と人口
2025年（令和7年）1月末現在の世帯数と人口は以下の通りである。
| 世帯数 | 人口 |
| ------ | ---- |
| 576    | 896  |

## 小・中学校の学区
市立小・中学校に通う場合、学区は以下の通りとなる。
|        |                  | 小学校               | 中学校               |
| ------ | ---------------- | -------------------- | -------------------- |
| 字糸井 | 64～150番地      | 苫小牧市立糸井小学校 | 苫小牧市立光洋中学校 |
| 字糸井 | 287番地          | 苫小牧市立日新小学校 | 苫小牧市立明倫中学校 |
| 字糸井 | 342～344番地     | 苫小牧市立豊川小学校 | 苫小牧市立明倫中学校 |
| 字糸井 | 356～362番地     | 苫小牧市立日新小学校 | 苫小牧市立明倫中学校 |
| 字糸井 | 363番地の一部    | 苫小牧市立泉野小学校 | 苫小牧市立啓明中学校 |
| 字糸井 | 366～368番地     | 苫小牧市立泉野小学校 | 苫小牧市立啓明中学校 |
| 字糸井 | 374～382番地     | 苫小牧市立泉野小学校 | 苫小牧市立啓明中学校 |
| 字糸井 | 383番地の1～4、7 | 苫小牧市立泉野小学校 | 苫小牧市立啓明中学校 |
| 字糸井 | 383番地の5       | 苫小牧市立日新小学校 | 苫小牧市立明倫中学校 |
| 字糸井 | 387番地          | 苫小牧市立泉野小学校 | 苫小牧市立啓北中学校 |
| 字糸井 | 388～398番地     | 苫小牧市立日新小学校 | 苫小牧市立明倫中学校 |
| 字糸井 | 400～403番地     | 苫小牧市立豊川小学校 | 苫小牧市立明倫中学校 |
| 字糸井 | 406～408番地     | 苫小牧市立豊川小学校 | 苫小牧市立啓北中学校 |
| 字糸井 | 420～421番地     | 苫小牧市立泉野小学校 | 苫小牧市立啓明中学校 |
| 字糸井 | 446番地          | 苫小牧市立豊川小学校 | 苫小牧市立明倫中学校 |
| 字糸井 | 452番地          | 苫小牧市立豊川小学校 | 苫小牧市立啓北中学校 |
| 字糸井 | 467番地          | 苫小牧市立泉野小学校 | 苫小牧市立啓明中学校 |
| 字糸井 | 572番地          | 苫小牧市立泉野小学校 | 苫小牧市立啓明中学校 |
| 字糸井 | 642番地          | 苫小牧市立泉野小学校 | 苫小牧市立啓明中学校 |

## 交通

### 道路

#### 鉄南地区（室蘭本線以南）
- 国道36号線

#### 鉄北地区（室蘭本線以北）
- 道央自動車道

### 鉄道
- 最寄り駅はJR北海道室蘭本線「糸井駅」

### バス

#### 鉄南地区（室蘭本線以南）
- 登別温泉行きや、市内線を道南バスが運行している[15]。

## 施設

### 鉄南地区（室蘭本線以南）
- ラーメン山岡家 苫小牧糸井店[16]
- 日本ユニパック苫小牧営業所[17]
- ネッツトヨタ道都 苫小牧店[18]
- ロイヤル苫小牧店[19]
- トヨタカローラ苫小牧 いとい店
- 協和製菓[20]
- ローソン 苫小牧いとい店[21]
- 苫小牧ひまわり[22]
- ファミリーマート苫小牧糸井店[23]
- 三星
  - 本社・工場[24]
  - 苫小牧本店[25]
- 苫小牧温泉 ほのか[26]
- コンフォモール苫小牧[27]
  - ダイソー 苫小牧糸井店[28]
  - フイッシュランド苫小牧店[29]
  - メガネサロンルック 苫小牧糸井店[30]

### 鉄北地区（室蘭本線以北）
- 苫小牧市都市建設部維持課 道路管理事務所[31]
- 糸井の森 パークゴルフ[32]
- 糸井ゴルフパーク54[33]
- ひかりの国幼稚園[34]

## その他

### 日本郵便
- 郵便番号: 053-0814[3]（集配局：苫小牧郵便局[35]）。

### 警察
管轄する警察署、交番・派出所は以下の通りである。
| 丁目・字 | 警察署       | 交番・派出所 |
| -------- | ------------ | ------------ |
| 全域     | 苫小牧警察署 | 糸井交番     |